# Bankinter
Bankinter, S.A. (vollständig Banco Intercontinental Español, Sociedad Anónima) mit Sitz in Madrid ist eine börsennotierte spanische Universalbank.

## Hintergrund
Bankinter wurde 1965 als Joint Venture zwischen der Banco Santander und der Bank of America gegründet. 1972 wurde Bankinter von seinen Gründern unabhängig und ging an die Börse in Madrid.
Größter Aktionär ist die Holding Cartival mit einem Anteil von 22,9 %, die von der Familie Botin (auch beteiligt an der Banco Santander) kontrolliert wird.